# Cataguases (microregio)
Cataguases is een van de 66 microregio's van de Braziliaanse deelstaat Minas Gerais. Zij ligt in de mesoregio Zona da Mata en grenst aan de microregio's Juiz de Fora, Ubá, Muriaé, Santo Antônio de Pádua (RJ), Cantagalo-Cordeiro (RJ) en Três Rios (RJ). De microregio heeft een oppervlakte van ca. 3.922 km². In 2006 werd het inwoneraantal geschat op 217.592.
Veertien gemeenten behoren tot deze microregio:
- Além Paraíba
- Argirita
- Cataguases
- Dona Eusébia
- Estrela Dalva
- Itamarati de Minas
- Laranjal
- Leopoldina
- Palma
- Pirapetinga
- Recreio
- Santana de Cataguases
- Santo Antônio do Aventureiro
- Volta Grande

Mesoregio's: Campo das Vertentes · Central Mineira · Jequitinhonha · Metropolitana de Belo Horizonte · Noroeste de Minas · Norte de Minas · Oeste de Minas · Sul e Sudoeste de Minas · Triângulo Mineiro e Alto Paranaíba · Vale do Mucuri · Vale do Rio Doce · Zona da Mata

Microregio's: Aimorés · Alfenas · Almenara · Andrelândia · Araçuaí · Araxá · Barbacena · Belo Horizonte · Bocaiuva · Bom Despacho · Campo Belo · Capelinha · Caratinga · Cataguases · Conceição do Mato Dentro · Conselheiro Lafaiete · Curvelo · Diamantina · Divinópolis · Formiga · Frutal · Governador Valadares · Grão Mogol · Guanhães · Ipatinga · Itabira · Itaguara · Itajubá · Ituiutaba · Janaúba · Januária · Juiz de Fora · Lavras · Manhuaçu · Mantena · Montes Claros · Muriaé · Nanuque · Oliveira · Ouro Preto · Pará de Minas · Paracatu · Passos · Patos de Minas · Patrocínio · Peçanha · Pedra Azul · Pirapora · Piumhi · Poços de Caldas · Ponte Nova · Pouso Alegre · Salinas · Santa Rita do Sapucaí · São João del-Rei · São Lourenço · São Sebastião do Paraíso · Sete Lagoas · Teófilo Otoni · Três Marias · Ubá · Uberaba · Uberlândia · Unaí · Varginha · Viçosa